# Daurische klauwier
De Daurische klauwier (ook wel: izabelklauwier, Lanius isabellinus) is een zangvogel uit de familie Laniidae (klauwieren) die voorkomt in Azië.

## Kenmerken
De vogel is 16,5 tot 18 cm lang, het formaat van de grauwe klauwier waar de vogel ook wat op lijkt. Opvallend verschil is de relatief lange en roestkleurige staart. Het mannetje heeft een okerkleurig tot roestrode kap (kruin en voorhoofd), daar waar de grauwe klauwier grijs is. De vogel is verder zandkleurig, grijsbruin van boven en meer okerkleurig met een beige waas op buik en borst. Het vrouwtje is goed te onderscheiden door het ontbreken van grijs en de roodbruine staart.

## Verspreiding en leefgebied
De Daurische klauwier broedt in centraal Azië en overwintert in het westen van het Indische subcontinent, het Arabisch schiereiland en Midden-Afrika. Er zijn drie ondersoorten:
- L. i. isabellinus: noordelijk China, Mongolië en zuidelijk Rusland.
- L. i. arenarius: noordwestelijk China.
- L. i. tsaidamensis: westelijk centraal China.

Het leefgebied bestaat uit gebieden met droog struikgewas (vooral Tamarix), in rivierdalen en ook in hoogvlaktes en gebergtes in de zone met veel struikgewas tot op 3500 m boven de zeespiegel in de Pamir. In de overwinteringsgebieden vaak in cultuurlandschap en soms zelfs in moerasgebieden.

### Voorkomen in West-Europa
De Daurische klauwier is een zeldzame dwaalgast in West-Europa. In Nederland zijn 14 bevestigde waarnemingen gedaan tussen 1995 en 2021.

## Status
De grootte van de populatie is niet gekwantificeerd. Men veronderstelt dat de soort in aantal stabiel is. Om deze redenen staat de Daurische klauwier als niet bedreigd op de Rode Lijst van de IUCN.